# ザドゥナイスキー (小惑星)
ザドゥナイスキー (4617 Zadunaisky) は、小惑星帯の小惑星。アルゼンチンのエル・レオンシット国立公園にあるフェリックス・アギラール天文台で発見された。
ブエノスアイレス大学やラプラタ国立大学で働いたアルゼンチンの天文学者・数学者のペドロ・エリアス・ザドゥナイスキーに因んで名付けられた。